# Katastrofizm (kultura)
Katastrofizm – postawa wyrażająca przeświadczenie o nieuniknionej, gwałtownej zagładzie obecnej formy świata i cywilizacji, całkowite zatracenie wartości, które stoją u podstaw człowieczeństwa, przejawiające się w literaturze i sztuce fin de siècle’u (fran. czyt. fę dy sjeklu), dwudziestolecia międzywojennego, okresu II wojny światowej, a także powojennego. Nawiązuje do wizyjnej liryki romantycznej, ukazując obrazy zbliżającej się zagłady świata. Polski katastrofizm jest silnie związany z historią, wyraźny w twórczości Czechowicza, Sebyły, wczesnych wierszy Miłosza, Zagórskiego i poetów generacji wojennej, m.in.: Krzysztof Kamil Baczyński, Tadeusz Gajcy, Tadeusz Różewicz. Wydarzenia w polskiej poezji (m.in. Żagary) określane są mianem apokalipsy przeczuwanej. Pewne akcenty katastroficzne można odnaleźć także u Witkacego i nawet w czystym romantyzmie np. u Krasińskiego.

## Przyczyny katastroficznego niepokoju
Katastrofizm przybrał na sile jako odrębna historiozofia odkąd Oswald Spengler wydał książkę pt. Zmierzch Zachodu. Książka głosiła teorię narodzin, rozwoju i zmierzchu kultur, w tym europejskiej. Według Spenglera współczesna mu Europa chyliła się ku upadkowi. Lata 20. i 30. XX wieku przyniosły poczucie zagrożenia. Wielki kryzys ekonomiczny 1928-1932 wyzwalał w ludziach lęk i niepewność. Niepokój o przyszłość cywilizacji i kultury wiązał się z rozwojem totalitarnych systemów takich jak faszyzm i komunizm. Powstają katastroficzne koncepcje, przychodzi rozwój filozofii egzystencjalnej ukazującej tragiczny wymiar ludzkiego życia. Światowe centra miały stawać się symbolem kosmopolityzmu, materializmu, cynizmu i lekceważenia tradycji. Wyraźny był wówczas pesymistyczny fatalizm i sceptycyzm wobec perspektyw rozwojowych historii.